# Strandkål (slægt)
Strandkål (Crambe) er udbredt i Europa og Mellemøsten. Det er stauder med store, grundstillede blade og blomsterrige stande. her omtales kun de arter, som er vildtvoksende i Danmark, eller som dyrkes her.
| Arter |

- Strandkål (Crambe maritima)
- Kæmpeslør (Crambe cordifolia)
- Tatarisk strandkål (Crambe tatarica)